# Naska
Naska, pseudonimo di Diego Caterbetti (Loreto, 15 luglio 1997), è un cantautore italiano.

## Biografia
Naska nasce il 15 luglio 1997 a Loreto nelle Marche e cresce a Monte San Giusto. Si avvicina alla musica durante gli anni delle superiori, finite le quali si trasferisce a Milano per riuscire a espandere il suo percorso musicale e sociale.
Dal 2022 è residente nel piccolo comune milanese di San Vittore Olona.

## Carriera

### Gli esordi nell'ambiente rap (2014-2020)
Nel 2014 inizia la propria carriera pubblicando i primi pezzi su YouTube.
Nel 2015 esordisce con l'EP The Purge, prodotto da DOD.
Nel 2017 pubblica il suo primo singolo ufficiale X Season, a cui ha fatto seguito Art Attack Freestyle.
Nel 2018 pubblica i singoli Xanny e Dormi sotto l'etichetta Yalla Movement di Jake La Furia, a cui han fatto seguito Non fidarti, Tu che ne sai (in collaborazione col rapper Zoda) e California, che hanno anticipato l'uscita dell'EP Alo/Ve, pubblicato il 6 marzo 2020.

### Il passaggio al pop punk (2020-presente)

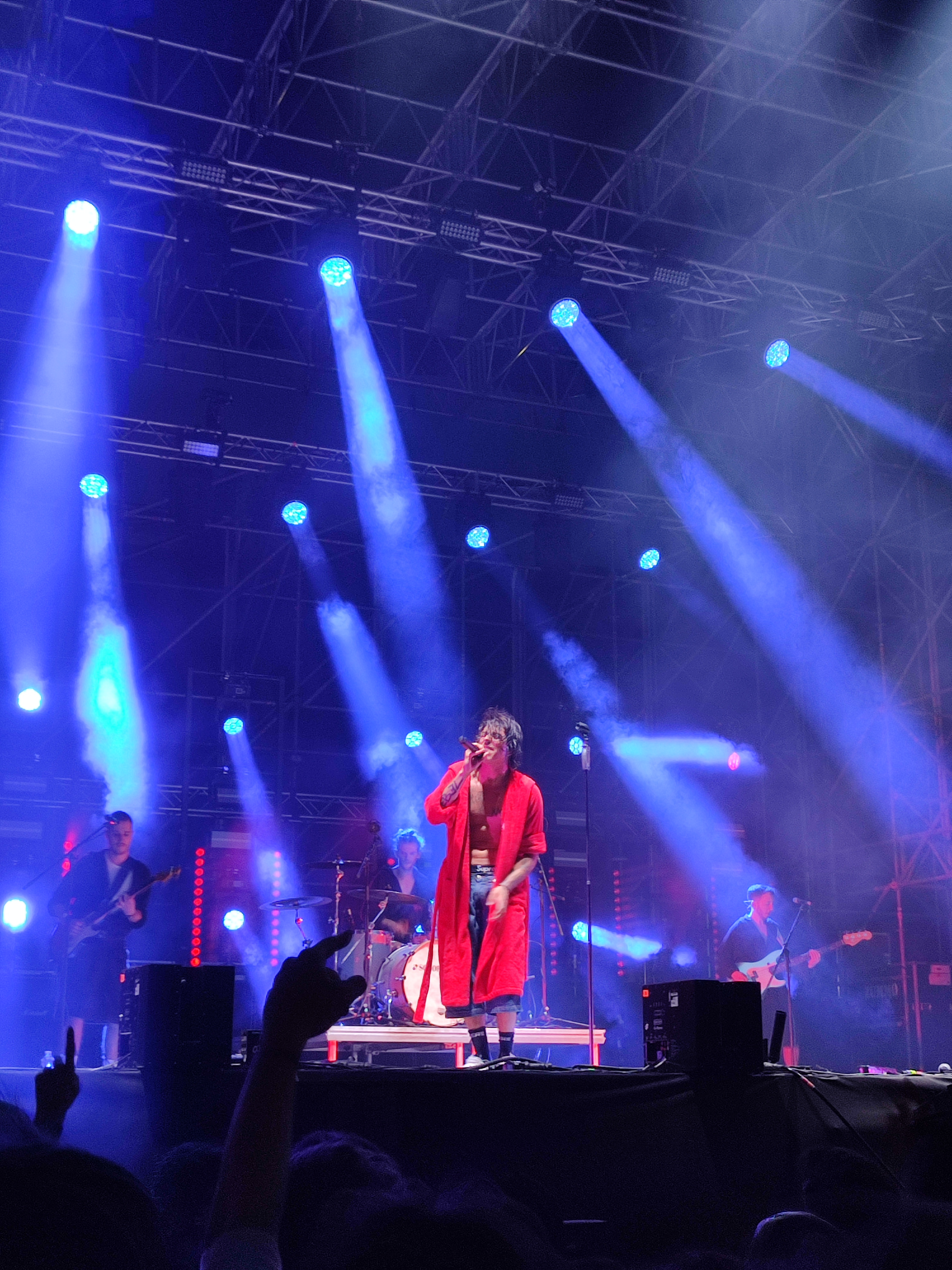
Diego Naska allo Slam Dunk Italy 2023

Sempre nel 2020 pubblica il singolo Settembre insieme a xDiemondx; le sonorità della canzone virano verso quel pop punk che esplorerà successivamente. Nel corso del 2021 pubblica i singoli Mamma non mi parla, Spezzami il cuore e Punkabbestia, che anticipano il suo primo album in studio: il 4 marzo 2022 esce il disco d'esordio Rebel, a cui fa seguito il Rebel Tour. Il disco è composto da dieci tracce prodotte da Renzo Stone e Andrea Bonomo, fatta eccezione per gli estratti, e debutta al 22º posto della Classifica FIMI Album.
In seguito si esibisce in svariati festival, tra cui il Rock in Roma, il Goa-Boa Festival e il Mi Ami Festival, oltre ad aprire il concerto dei Fast Animals and Slow Kids al Carroponte di Sesto San Giovanni, insieme a Panetty e La Superluna di Drone Kong.
A settembre viene pubblicata un'edizione deluxe dell'album, contenente due canzoni inedite e due canzoni in versione acustica.

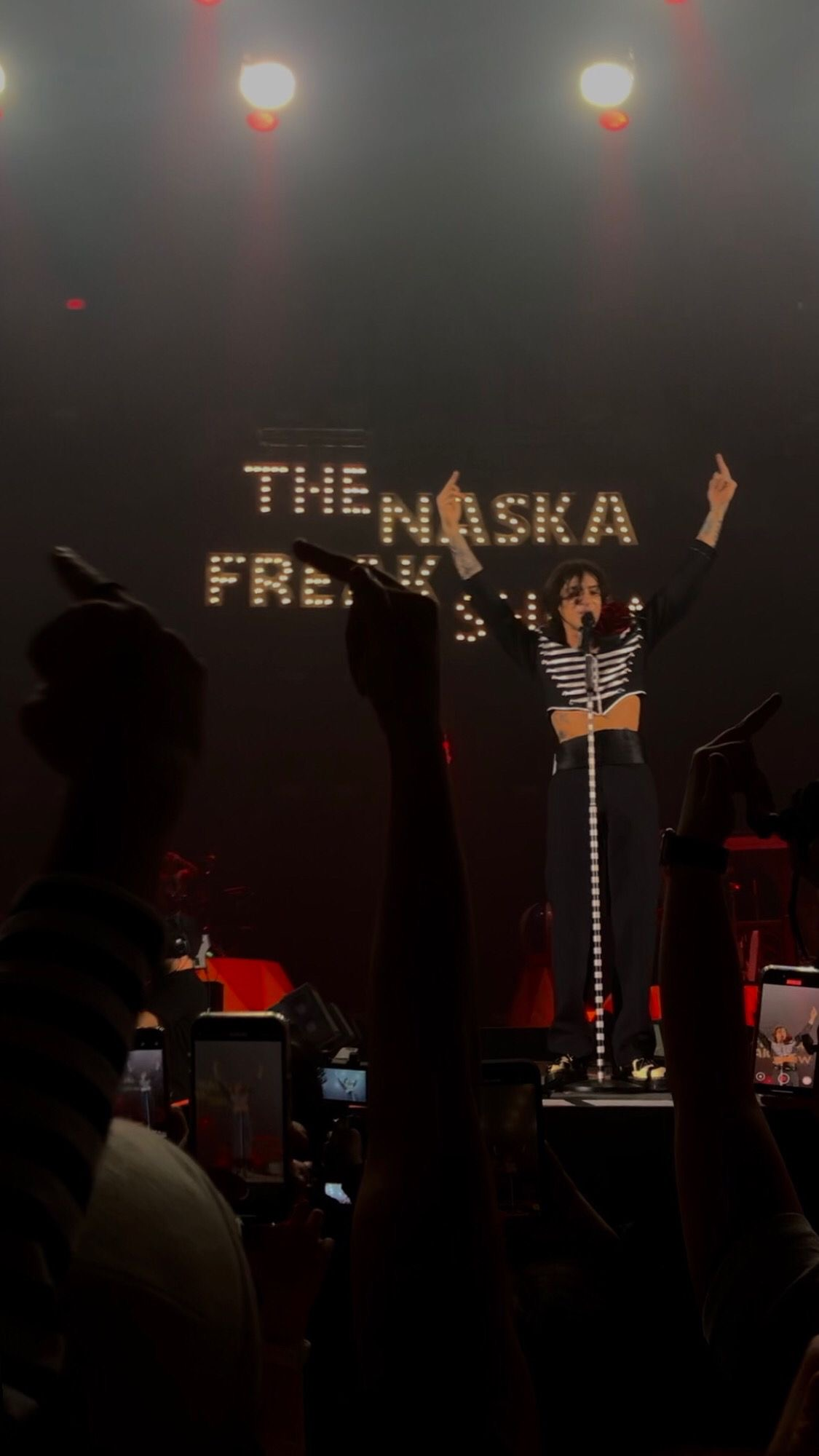
Diego Naska al Forum di Assago al Freak Show

Il 18 gennaio 2023 ha avvio il tour Rebel Unplugged, composto da esibizioni in acustico. 
Inoltre collabora con Lo Stato Sociale nel singolo Che benessere!?, che esce il 20 gennaio.
Il 17 febbraio esce il singolo Porno dei Finley, che vede la collaborazione di Naska.
Ad aprile Rolling Stone inserisce Naska tra gli artisti "che quest'anno possono fare la differenza".
Il 5 maggio esce il secondo album La mia stanza.
In estate ha avvio il Summer Tour 2023, che include la partecipazione a festival come il Mi Ami di Milano e il Rock in Roma. Il 1º giugno Naska si esibisce al pre-show dello Slam Dunk Italy di Bellaria-Igea Marina, aprendo ai Sum 41 insieme a Zebrahead, Stand Atlantic e Monday Proof.
Il 16 giugno esce il singolo Summersad 4 in collaborazione con il gruppo La Sad (Theø, Fiks e Plant). Il 29 settembre viene pubblicata l'edizione deluxe di La mia stanza, contenente 2 canzoni inedite, una canzone in versione acustica e un "remix" di una canzone già esistente.
L'11 ottobre esce il terzo album The Freak Show, che include i singoli pubblicati in precedenza Baby Don't Cry e Berlino con Gemitaiz e Greg Willen. Il 7 dicembre si esibisce per la prima volta al Forum d'Assago.
A febbraio 2025 ha rivisitato la canzone Guarda che Luna del cantautore Fred Buscaglione; il 7 marzo ha fatto uscire il singolo Milano. I due brani hanno anticipato l'EP Milanconia, uscito il 21 marzo.
Il 17 luglio esce il singolo Nato nel posto sbagliato, tratta dal film Tutta colpa del rock (in uscita il 28 agosto).

## Stile musicale e influenze
Naska cresce con la scena pop punk e punk rock di blink-182, Sum 41 e Green Day, per poi appassionarsi alla emo trap americana capitanata dal cantante Lil Peep, influenze che trovano ampio spazio nella sua musica. Tra i suoi ascolti ci sono anche Nirvana, Radiohead e The Strokes.
Il suo stile, dai singoli di esordio al primo EP Alo/Ve, privilegia l'emo rap, per poi passare in maniera più decisa al pop punk con Rebel e La mia stanza.

## Discografia

### Album in studio
- 2022 – Rebel
- 2023 – La mia stanza
- 2024 – The Freak Show

### EP
- 2020 – Alo/Ve
- 2025 – Milanconia

### Singoli

#### Come artista principale
- 2017 – X-Season
- 2017 – Art Attack Freestyle (feat. Chfnik)
- 2018 – Xanny
- 2018 – Dormi
- 2019 – Non fidarti
- 2019 – Tu che ne sai (feat. Zoda)
- 2019 – California
- 2020 – Settembre (feat. xDiemondx)
- 2021 – Mamma non mi parla
- 2021 – Spezzami il cuore
- 2021 – Punkabbestia
- 2022 – O mi uccidi
- 2023 – Cattiva
- 2023 – A testa in giù
- 2024 – Baby Don't Cry
- 2024 – Berlino (feat. Greg Willen e Gemitaiz)
- 2025 – Guarda che luna (cover di Fred Buscaglione)
- 2025 – Milano
- 2025 – Quando sarò morto (feat. J-Ax)
- 2025 – Nato nel posto sbagliato

#### Come artista ospite
- 2023 – Che benessere!? (Lo Stato Sociale feat. Naska)
- 2023 – Porno (Finley feat. Naska)
- 2023 – Summersad 4 (La Sad feat. Naska)
- 2024 – FantaSanremo - Official Anthem 2024 (FantaSanremo feat. Naska)

### Collaborazioni
- 2019 – Yolown (Zoda feat. Naska), da Ufo
- 2024 – Gin Tonic (MadMan feat. Naska), da Lonewolf

## Tour
- Rebel Summer Tour (2022)
- Rebel Unplugged (2023)
- Summer Tour (2023)
- Summer Tour (2024)
- The Freak Show, Unipol Forum (2024)
- Tour nei teatri Unplugged (2025)